# 秋山佐和子
秋山 佐和子（あきやま さわこ、1947年6月15日 - ）は、日本の歌人、近代日本文学研究者。現代歌人協会理事。日本歌人クラブ中央幹事。

## 経歴
山梨県東山梨郡後屋敷村（現山梨市）生まれ。旧姓、堀内。山梨英和中学校・高等学校、國學院大學文学部卒。岡野弘彦に師事し、1974年「人」短歌会入会。1985年、「応答に抑揚ひくき日本語よ - 宮柊二の歌とともに」で第3回現代短歌評論賞次席。日本語教師として働くかたわら、1990年の第5回「現代短歌を評論する会」にて「フェミニズムを体現した歌人たち」のテーマで研究発表。以後、三ヶ島葭子などの女性歌人を中心に「青鞜」の女性運動について研究を行うようになる。
1993年、「人」解散に伴い藤井常世主宰の「笛」に参加。2002年、「玉ゆらの会」を結成、主宰となる。2003年、『歌ひつくさばゆるされむかも 歌人三ヶ島葭子の生涯』で第1回日本歌人クラブ評論賞を受賞。2012年、「青鞜」に関わった歌人原阿佐緒と三ヶ島葭子の研究で第8回平塚らいてう賞を受賞。

## 著書
- 空に響る樹々 歌集　砂子屋書房,　1986.4

同 現代短歌社〈第1歌集文庫〉, 2013.5
- 晩夏の記 歌集　砂子屋書房,　1993.4
- 母音憧憬　砂子屋書房,　1996.1
- 羊皮紙の花 秋山佐和子歌集　砂子屋書房,　2000.5
- 歌ひつくさばゆるされむかも 歌人三ヶ島葭子の生涯　TBSブリタニカ,　2002.8.
- 秋山佐和子歌集（現代短歌文庫）　砂子屋書房　2004.2
- 現代語訳樋口一葉　山梨日日新聞社,　2005.7　山日ライブラリー
- 彩雲 秋山佐和子歌集　砂子屋書房,　2005.6
- 半夏生 秋山佐和子歌集　砂子屋書房,　2008.9
- 茂吉のミュンヘン 秋山佐和子歌集　角川書店 2008.8　21世紀歌人シリーズ
- 原阿佐緒 うつし世に女と生れて　ミネルヴァ書房・ミネルヴァ日本評伝選　2012.4
- 星辰 秋山佐和子歌集　砂子屋書房, 2013.6
- 少女おもひで草　-「少女号」の歌と物語-　（三ヶ島葭子/秋山佐和子）　角川学芸出版, 2014.4
- 長夜の眠り　釈迢空の一首鑑賞　角川書店.2017.4
- 豊旗雲　砂子屋書房,　2020.5

## 参考
- 『文藝年鑑2011』（新潮社、2011年）
- 歌集『空に響る木々』略年譜（現代短歌社〈第1歌集文庫〉、2013年）